# 黒澤元治
黒澤 元治（くろさわ もとはる、1940年8月6日 - ）は、日本の自動車評論家であり、元・レーシングドライバー。
茨城県日立市にて日立に勤める技術者の息子として生まれる。1960年代から1970年代に掛けて自動車競技で活躍した後、評論家に転向した。「ガンさん」のニックネームでも知られる。2012年からSUPER GTに関わり、LEON RACINGの監督も歴任した。
年齢が2022年8月で82歳となった現在においても、ビデオマガジンやYouTubeなどで高度な運転技術を披露する。

## 経歴

### 自動車競技者として
ホンダ系チームで2輪ライダーとして活動。1962年に鈴鹿サーキットで初開催された、第1回全日本選手権ロードレースの50ccクラスで優勝するなどの実績がある。
1965年、日産自動車と契約することによって4輪競技に転身、大森ワークスに所属した。その際、2年間ほどは、大森ワークスのリーダーだった鈴木誠一のチーム城北ライダースへ所属し、2輪モトクロスなどの二輪競技にも並行して出場した。
1968年、日産の上位チームである追浜ワークスの所属へと昇格した。
1969年の日本グランプリに日産・R382で出場し優勝、高橋国光と北野元とともに「追浜ワークス三羽ガラス」などと称され、日本を代表するレーシングドライバーとなった。
その後は、日産ワークスドライバーとしてスカイラインGT-Rなどで活躍した。
1973年、日産追浜ワークスから離脱、プライベートチームであるヒーローズレーシングに所属した。全日本F2000選手権でチャンピオンになった他、富士グランチャンピオンレースで連続ポールポジション・日本グランプリで優勝するなどの活躍をした。

## 1974年の事故
1974年、自らのチームである「クロサワ・エンタープライズ」を設立、チームオーナー兼ドライバーとしてレースに出場した。
同年6月2日、富士グランチャンピオンレースの２ヒート目（1ヒート、2ヒートと、2回のレースを行った）で大事故（多重クラッシュによって4台のマシンが炎上、鈴木誠一・風戸裕のドライバー2人が死亡）が発生。黒澤は事故の発端である接触事故を引き起こしたとして、批判を受けた。これを受けた黒澤は競技ライセンスを返上し、一時は現役を去った。刑事事件としても捜査対象になり、業務上過失致死傷の疑いで書類送検されたが後に不起訴となった。なおこの事故で書類送検されたのは黒澤ひとりだけである。
日本自動車連盟（JAF）は同年10月に開かれたスポーツ委員会において5年間の資格停止処分を発表したが、中央審議委員会において再度審議がなされて出場停止期間が1年2か月に短縮された。

### 事故発生後のJAFや警察や検察の対応
- 当該事故は黒澤元治車と北野元車の接触がその発端である。競技中の事故については、予断のない詳細な調査と考察、結果についての判断が必須だが、関係者間では事故発生直後の調査不十分な段階から黒澤が当事者扱いであった[1]。
- 当該事故についての調査が大会審査委員会からJAFスポーツ委員会内に設置された '74年GC 第2戦事故調査部会に移る。この時点では「走路妨害があったようだが確認できない」との結論[1]。
- 御殿場警察署が、観客やカメラマンが負傷したことを理由に捜査介入し、黒澤を始めとする出場ドライバーや関係者が取り調べを受けた。警察は「競技規則では、周囲の安全を確認して進路変更しなければならず、故意の有る無しに関わらず幅寄せをしてはならない。だが黒澤は北野に注意せず急激に左側へ方向転換した。黒澤は最初これを否定していたが、のちに過失を認めた」と発表した[2]。
- 7月8日 黒澤がJAFスポーツ委員長に競技ライセンス返上を文書で届け出る[3]。
- 7月17日 静岡県警察刑事部捜査一課と御殿場警察署が黒澤を静岡地方検察庁沼津支部に書類送検。業務上過失致死傷の疑い[3]。
- 7月30日 第3回JAFスポーツ委員会が大会審査委員会に事故についての再調査と報告書の再提出を指示する。当初の報告は黒澤のみにしか触れておらず不十分で、その他について調査の必要性を指摘した[1]。
- 大会審査委員会がJAFスポーツ委員会に再調査の上で報告書を提出。「競技長に口頭注意。北野については不問。黒澤については上級組織であるJAFスポーツ委員会に送付。」との内容[1]。
- 8月27日 JAFスポーツ委員会が大会審査委員会が再調査の上で提出した報告を承認する[1]。
- 9月18日 JAFスポーツ委員会が黒澤を審問する[1]。
- 10月8日 JAFスポーツ委員会が黒澤の5年間競技ライセンス停止処分を決定する[1]。
- 黒澤がJAFスポーツ委員会による裁定には事実誤認があるとしてJAF中央審査委員会に上告する[1]。
- 1975年2月27日 業務上過失致死傷の疑いについて静岡地方検察庁から不起訴処分が下り、刑事事件としては終了した[3]。
- 6月5日 JAF中央審査委員会が黒澤に対するJAFスポーツ委員会の裁定を取消し、1年2か月の競技ライセンス停止処分を下す[1]。

### 黒澤に対するJAFの処分内容の変更理由
- 黒澤には進路変更時に左右確認の注意義務の不履行があったが、他に異常な行動は認められず北野車への故意の接触は認められない[1]。
- 最初の接触のみ黒澤の注意義務の不履行があった[1]。
- 2回目以降の接触は、最初の接触の衝撃で車両が蛇行して制御が困難であった可能性があり、過失を問うことはできない[1]。
- 北野にも若干の責任がある可能性もある[1]。

### 黒澤に対するJAFの処分内容の変更に影響を及ぼしたと思われる聞き取り調査への回答
- 証人のうち8名が日本のレースでは頻繁に接触事故が発生していると認め、わざと接触するのも技術であるかのような意見もあった[1]。
- それらの危険行為に対して、運営者・管理者による対処がほぼ皆無で、結果的に競技中の接触事故が頻発していた[1]。
- 「今回も死傷者が発生する重大事故になっていなければ処分うんぬんの問題にすらなっていないのではないか？」との証言もあった[1]。

### 背景
当時、日本における自動車競技が短期間に未成熟なまま巨大なビジネスに急成長し、レースの内容や勝敗は関係各位が享受する有形無形の利潤の増減に直結した。
結果、一部ではチーム間・ドライバー間のライバル意識が敵対意識にまで過熱している状況が浮き彫りになっていた。
加えて、運営者や管理者をも含む関係各位の安全意識の欠如や当事者意識の低さが競技中の事故が多発する状況をもたらしていたと見られる。
なお、黒澤に対する1年2か月の競技ライセンス停止処分については、審議に要した約1年間も停止期間に含まれるため、処分確定から約2ヶ月で競技ライセンス停止処分は解除された。

## 現役引退後
出場停止期間明けの1975年にレースに復帰したが、かつてほどの強さを示すことはできず、レースの第一線からは退き、以後はレース活動と平行して従事したブリヂストンの市販スポーツタイヤの開発テスターとホンダの開発ドライバーへと活動の中心を移し、ポテンザRE71やホンダNSXなど数多くの功績を残した。
現役引退後に、友人である作家五木寛之の薦めで自動車評論家活動も始める。概ね評価は辛口であるが、ホンダに対しては舌鋒が甘いことが指摘されてきた。しかし平成末期におけるベストモータリングの企画では、ホンダの2代目NSXを「車が重い」「サスペンションの作り方が間違ってる」「荷重変動もロールも大きすぎる」「シャーシデザイナーが良いのがいない」と歯に衣着せぬ痛烈な批判を行った。

## 評価
- 桜井眞一郎は「私の計測器。普通の計測器じゃ測れないようなセンシングをしてくれる計測器だった。それがあったからR382が出来た。仕事のうえでは大変なありがたい計測器。お金で買えない」と評した[5]。
- 星野一義は「日産三羽ガラスの中で、ドライビングだけじゃなくてマシンの開発、セッティング能力、全てにおいて黒澤さんがナンバーワン」と語る[6]。
- ブリヂストンでタイヤの設計、開発をしていた川端操は「（黒澤のように）タイヤの中身まで透いて見えるようなドライバーは今まで出会ったことなかった」と語っている[6]。
- 高橋国光は著書の中で「日本グランプリのレース中に、富士スピードウェイの30度バンクで黒澤に故意に接触された」と語っている[7]。
- かつてビデオマガジン『ベストモータリング』では、土屋圭市や息子の黒沢琢弥と共にキャスターとして参加していた。辛口で正直な批評やその独特な語り口で人気を博した一方、ブロック等危険を伴う強引なドライビングで、共演者からの苦言が絶えなかった。

## 主なレース戦績
- 日本グランプリ　1969年（日産・R382）、1973年全日本F2000（マーチ722/BMW）優勝
- 富士グランチャンピオンレース　　2勝　6連続ポールポジション
- 全日本F2000選手権　1973年チャンピオン（マーチ722/BMW）
- スカイラインGT-Rで7勝

### 全日本F2000選手権/全日本F2選手権
| 年     | 所属チーム             | シャーシ    | エンジン  | タイヤ | 1     | 2     | 3     | 4     | 5      | 6   | 7       | 順位 | ポイント |
| ------ | ---------------------- | ----------- | --------- | ------ | ----- | ----- | ----- | ----- | ------ | --- | ------- | ---- | -------- |
| 1973年 | ヒーローズレーシング   | マーチ・722 | BMW M12/6 | B      | FSW 1 | SUZ 2 | SUZ   | SUZ 1 |        |     |         | 1位  | 42       |
| 1974年 |                        | マーチ・742 | BMW M12/6 | B      | SUZ 1 | SUZ   | SUZ   | SUZ   |        |     |         | 3位  | 12       |
| 1977年 | ターニーレーシング     | マーチ・752 | BMW M12/7 | B      | SUZ 2 | SUZ 3 | NIS   | SUZ 5 | FSW 14 | FSW | SUZ Ret | 8位  | 35       |
| 1981年 | ジャスコスピードスター | マーチ・802 |           | D      | SUZ   | SUZ 6 | SUZ 9 | SUZ 8 | SUZ 5  |     |         | 10位 | 19       |
| 1982年 | スピードスター         | マーチ・812 |           | D      | SUZ 7 | FSW 3 | SUZ 4 | SUZ 6 | SUZ 17 | SUZ |         | 6位  | 32       |

### 全日本ツーリングカー選手権 (JTC)
| 年     | 所属チーム            | コ.ドライバー   | 使用車両                 | クラス | 1       | 2   | 3   | 4       | 5       | 6       | 順位 | ポイント |
| ------ | --------------------- | --------------- | ------------------------ | ------ | ------- | --- | --- | ------- | ------- | ------- | ---- | -------- |
| 1986年 | レイトンハウス        | 萩原光 影山正彦 | メルセデス・ベンツ・190E | DIV.2  | NIS Ret | SUG | TSU | SEN Ret | FSW Ret | SUZ Ret | NC   | 0        |
| 1988年 | TEAM NOJI with トリイ | 野地廣行        | BMW・M3                  | DIV.2  | SUZ     | NIS | SEN | TSU     | SUG 19  | FSW Ret | NC   | 0        |

## 愛車
1990年の発表以来から自身が開発ドライバーを務めたホンダ・NSXを乗り継ぎ、現在はNSX-R（NA2）を所有している。またポルシェ・カレラGT、メルセデス・ベンツ・CLSクラス、メルセデス・ベンツ・Cクラスクーペ、歴代のホンダ・レジェンド、トヨタ・ハイエース、クレマー仕様のポルシェ・930ターボ、五木寛之が所有していたメルセデス・ベンツ・500SE、メルセデス・ベンツ・W140、メルセデス・ベンツ・W210、ホンダ・ヴェゼルハイブリッドも購入している。現在は2003年式ホンダ・NSXｰR（ニュルタイムアタック仕様）とホンダ・CR-Vハイブリッド、メルセデスベンツ・S400d 4MATIC AMGライン（W223）を所有している。
また2025年のCAR TOP誌上においてホンダ•オデッセイを購入した事を明らかにしている。
比較的操縦が難しいといわれるホンダ・NSXのオーナー向けドライビング講習会、NSXオーナーズ・ミーティングの特別講師を1991年の開設以来担当し続けている。

## 家族
実子である黒澤琢弥、黒澤治樹、黒澤翼はいずれもレーシングドライバーである。しかしながら黒澤自身、息子たちに自動車競技を勧めたことは特になかったとのこと。

## 著作
- 『無敵の最新FF車運転テクニック』（1983年、講談社）
- 『間違いだらけのAT車テクニック』（1986年、講談社）
- 『疾風!ドラテク教本』（1987年、講談社）
- 『間違いだらけのFF車テクニック』（1988年、講談社）
- 『新・間違いだらけのFF車テクニック』（1990年、講談社）
- 『黒沢元治激辛クルマ選び』（1990年、講談社）
- 『おっと危ない!とっさの時の運転テクニック』（1991年、講談社）
- 『決定版’92黒沢元治激辛クルマ選び』（1992年、講談社）
- 『ドライビング・メカニズム―運転の「上手」「ヘタ」を科学する』（2000年、勁草書房）
- 『新 ドライビング・メカニズム』（2013年、主婦と生活社）

## 映像作品
- 『ベストモータリング・ビデオスペシャル Vol.3 黒沢元治のドラテク特訓道場』（1989年、講談社）
- 『ベストモータリング・ビデオスペシャル Vol.17 黒沢元治のドラテク特訓道場 PART2』（1991年、講談社）
- 『ベストモータリング・ビデオスペシャル Vol.19 黒沢元治のAT車運転テクニック』（1991年、講談社）
- 『ベストモータリング・ビデオスペシャル Vol.21 黒沢元治のスーパードライビング』（1991年、講談社）
- 『ベストモータリング・ビデオスペシャル Vol.35 鉄人黒沢元治のスポーツドライビング道場!』（1996年、講談社）
- 『ベストモータリング・ビデオスペシャル Vol.52 黒沢元治のアクティブ・ドライビング その1 一般路』（2000年、講談社）
- 『ベストモータリング・ビデオスペシャル Vol.53 黒沢元治のアクティブ・ドライビング その2 サーキット』（2000年、講談社）